# Missy Peregrym
Missy Peregrym (de son vrai nom Melissa Peregrym), née le 16 juin 1982 à Montréal au Québec, est une actrice canadienne.
Elle se fait remarquer par les premiers rôles des séries Black Sash (2003) et La Vie comme elle est (2004-2005), mais elle est surtout révélée au grand public par le rôle régulier de Candice Wilmer dans la série fantastique Heroes (2007). Dès lors, elle confirme cette percée, à la télévision, en étant l'héroïne de Le Diable et moi (2007-2009), Cybergeddon (2012), Rookie Blue (2010-2015), Van Helsing (2017-2018) et FBI (2018-). 

## Biographie

### Jeunesse
Native de Montréal au Québec, elle a deux sœurs, Cassandra et Manda. Son père est révérend et sa mère, femme au foyer. Elle a des origines grecques.   
Elle déménage avec sa famille à Surrey (Colombie-Britannique) et démontre rapidement un intérêt pour le sport en pratiquant notamment la crosse, le hockey sur gazon, le snowboard ainsi que différents sports d'extérieur dans les montagnes de Vancouver.  
Missy Peregrym apparaît, pour la première fois, à la télévision dès l'âge de 18 ans, époque où elle tourne des publicités pour Mercedes-Benz entre autres. Puis, elle fait office d'entraîneur au basket-ball durant ses études secondaires et elle obtient, en 2004, son diplôme.  

### Carrière

#### Débuts, seconds rôles et révélation

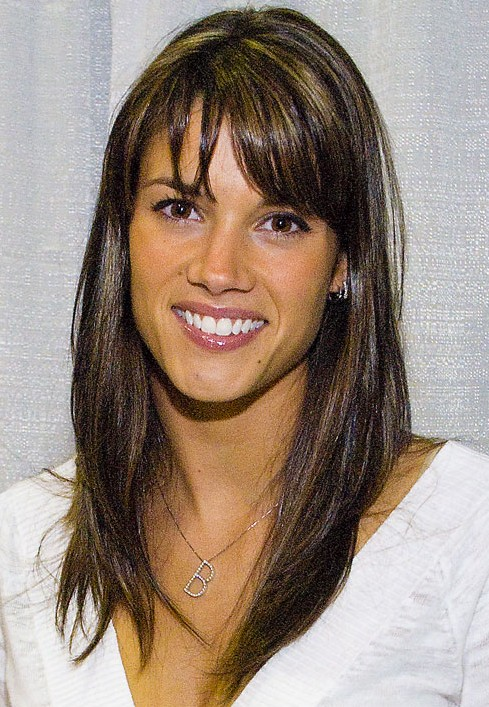
Lors de la convention de fans Wizard World, en 2008.

Elle perce ensuite dans des rôles télévisés comme Dark Angel en 2002 et d'autres apparitions les années suivantes dans Jake 2.0, Tru Calling : Compte à rebours, Smallville... Elle décroche également des rôles réguliers avec Black Sash, une série d'action arrêtée prématurément par le réseau The WB Television Network et enfin La Vie comme elle est, dans laquelle elle occupe l'un des premiers rôles aux côtés de Sean Faris et Jon Foster mais aussi Chris Lowell et D. B. Sweeney. 
En 2004, son visage apparaît dans le film Catwoman avec Halle Berry mais elle n'est pas créditée.  
Après s'être fait un nom dans le monde des séries, elle fait ses premiers pas au cinéma avec le film Stick It, sorti en 2006, et dans lequel elle incarne le personnage principal, Haley Graham. Réalisée par Jessica Bendinger, cette comédie dramatique lui permet de partager la vedette aux côtés de Jeff Bridges. 
Mais elle se fait surtout connaître par la série fantastique Heroes, où elle incarne le rôle récurrent de Candice Wilmer, qui a le pouvoir de créer des illusions parfaites dans la première saison.
Elle est ensuite à l'affiche de la série fantastique Le Diable et moi dans laquelle elle occupe le premier rôle féminin accompagnée d'une distribution principale masculine composée de Bret Harrison, Tyler Labine, Rick Gonzalez et Ray Wise. La série est diffusée sur The CW Television Network et annulée au bout de deux saisons.

#### Tête d'affiche et rôles réguliers
Puis, elle confirme cette percée télévisuelle en décrochant le rôle d'Andy McNally dans la série policière canadienne Rookie Blue, où elle interprète une policière débutante durant six saisons. Parallèlement, elle se fait remarquer dans la web-série Cybergeddon qui lui vaut un prix d'interprétation.   
Entre 2017 et 2018, elle incarne des rôles secondaires dans des séries comme Saving Hope, au-delà de la médecine et Van Helsing. Elle se fait aussi remarquer par Dick Wolf grâce à sa participation en tant qu'invitée vedette à un épisode de New York, unité spéciale. 
En effet, en 2018, après avoir initialement décliné la proposition, elle accepte finalement de rejoindre la distribution principale de la série policière FBI de Dick Wolf qui suit les enquêtes d'une équipe du FBI à New York. Les origines de la série débutent à l'été 2016, lorsque Wolf révèle des plans pour une série policière, tournée à New York et dans le monde du FBI. Présentée comme un spin-off de New York, unité spéciale, où il était prévu d'introduire un agent du FBI, NBC décide cependant de ne pas commander la série et celle-ci est alors rachetée par CBS,. Elle y incarne le rôle de l'agent spécial Maggie Bell dont elle assure elle-même la plupart des cascades. 
Satisfaite des premières audiences, CBS commande neuf épisodes supplémentaires, portant la saison à 22 épisodes. En 2019, la série est renouvelée pour une deuxième saison, puis, CBS commande un backdoor pilot pour une série dérivée, FBI: Most Wanted, mettant en vedette Julian McMahon, Keisha Castle-Hughes, Roxy Sternberg et Kellan Lutz, et Nathaniel Arcand.

### Vie privée

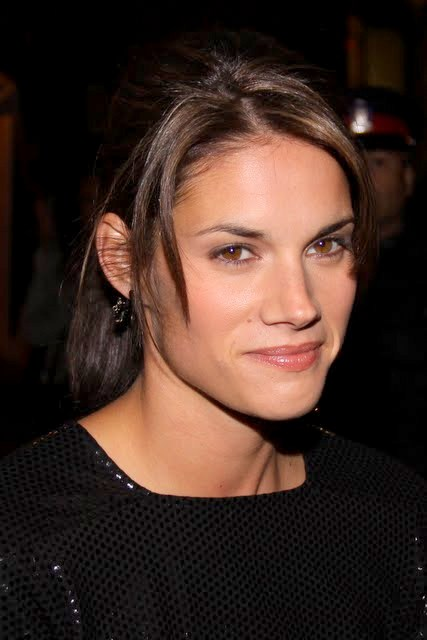
Au Festival international du film de Toronto 2010.

Elle a été en couple avec le joueur de football américain Ben Roethlisberger. 
Elle se marie en juin 2014 avec l'acteur Zachary Levi à Hawaï. Ils se séparent le 3 décembre 2014, soit 6 mois après leur mariage, un accord est rapidement trouvé et le divorce est prononcé en avril 2015.
Depuis décembre 2018, elle est en couple avec l'acteur australien Tom Oakley. En octobre 2019, le couple annonce attendre leur premier enfant. Ils ont un fils, Otis Paradis Oakley, né le 21 mars 2020 et une fille, Mela Joséphine Oakley, née le 6 juin 2022.

## Filmographie

### Cinéma

#### Longs métrages
- 2004 : Catwoman de Pitof : Un mannequin de Beau-line
- 2006 : Stick It de Jessica Bendinger : Haley Graham
- 2014 : Backcountry d'Adam MacDonald : Jenn
- 2017 : Pyewacket d'Adam MacDonald : L'opératrice du 911 (voix originale)
- 2024: Out Come The Wolves: Sophie

#### Courts métrages
- 2011 : Something Red d'Ilana Frank : Amy
- 2013 : The Proposal de Geordie Sabbagh : Sara

### Télévision

#### Séries télévisées
- 2002 : Dark Angel : Hottie Blood (saison 2, épisode 14)
- 2002 : The Chris Isaak Show : Julia (saison 2, épisode 11)
- 2003 : Jake 2.0 : fille au bar (saison 1, épisode 7)
- 2003 : Tru Calling : Gina (saison 1, épisode  2)
- 2003 : Black Sash : Tory Stratton (8 épisodes)
- 2004 : Smallville : Molly Griggs (saison 3, épisode 11)
- 2004 : Andromeda : Lissett (saison 4, épisode 20)
- 2004 - 2005 : La Vie comme elle est : Jackie Bradford (13 épisodes)
- 2006 : Heroes : Candice Wilmer (saison 1, épisodes 17 à 23)
- 2007 - 2009 : Le Diable et moi : Andi Prendergast (31 épisodes)
- 2010 - 2015 : Rookie Blue : Andy McNally-Swarek (74 épisodes)
- 2012 : Cybergeddon : Chloe Jocelyn (web-série - 9 épisodes)
- 2016 : Motive : Jessica Wilson / Ava Wilson, jeune (1 épisode)
- 2016 : Hawaii 5-0 : Bridget Williams (saison 7, épisode 10)
- 2016 : Mr. D : Mary (1 épisode)
- 2017 : New York, unité spéciale : Zoe White (saison 18, épisode 14)
- 2017 : Saving Hope : Layla Rowland (saison 5, épisodes 14 et 15)
- 2017 : Night Shift : Lt. Reagan (saison 4, épisode 10)
- 2017 : Ten Days in the Valley : Jamie (3 épisodes)
- 2017 - 2018 : Van Helsing : Scarlett Harker (saisons 2 et 3 - 13 épisodes)
- depuis 2018 : FBI : agent spécial Maggie Bell (rôle principal)

#### Téléfilms
- 2004 : Call Me The Rise and Fall of Heidi Fleiss de Charles McDougall : Tina
- 2007 : Wide Awake de Penelope Buitenhuis : Cassie Wade

### Clip
- 2006 : We Run This de Missy Elliott[4] (bande originale du film Stick It)

## Distinctions
Sauf indication contraire ou complémentaire, les informations mentionnées dans cette section proviennent de la base de données IMDb.

### Récompenses
- The Streamy Awards 2013 : meilleure actrice dans une série télévisée dramatique pour Cybergeddon
- Golden Maple Awards (en) 2016 : meilleure actrice

### Nominations
- Leo Awards 2008 : meilleure actrice dans une série télévisée dramatique pour Le diable et moi
- Leo Awards 2009 : meilleure actrice dans une série télévisée dramatique pour Le diable et moi
- Prism Award 2012 : meilleure actrice dans une série télévisée dramatique pour Rookie Blue

- Action on Film International Film Festival 2014 : 
  - meilleure bande originale dans un court métrage pour The Proposal
  - meilleure révélation féminine dans un court métrage pour The Proposal
  - meilleure actrice dans un film d'action pour The Proposal

- Prix Écrans canadiens 2014 : meilleure actrice dans une série télévisée dramatique pour Rookie Blue
- Golden Maple Awards 2015 : meilleure actrice dans une série télévisée américaine pour Rookie Blue
- Prix Écrans canadiens 2016 : meilleure actrice dans une série télévisée dramatique pour Rookie Blue
- Prix Écrans canadiens 2018 : meilleure actrice invitée dans une série télévisée dramatique pour Saving Hope